# Nicanor Navarro
Nicanor Gonzalo Navarro Guerra, (Nueva Esparta, 28 de noviembre de 1934-Nueva Esparta, 21 de junio de 2013) fue un escritor, investigador, contador público, e historiador venezolano.
Fue el primer cronista oficial de la ciudad de los Robles y posteriormente cronista oficial de la Isla de Margarita desde el año 2001 hasta 2013. Hijo de María Guerra de Navarro y Nicanor Navarro. Perteneció a la generación de intelectuales de los años cincuenta en Venezuela (también llamada «la generación del 58»), una generación con convicciones e ideas de cambios sociales que forzó la desintegración de la dictadura del General Marcos Pérez Jiménez con el Golpe de Estado en Venezuela de 1958.

## Biografía

### Primeros años
Nació en la localidad de Los Robles en el Municipio Maneiro dentro de la Isla de margarita (Venezuela) el 28 de noviembre de 1934. Sus primeras publicaciones fueron realizadas en el periódico estudiantil de la escuela técnica “Dr. Francisco Antonio Rísquez” en la ciudad de La Asunción, pero le ocasionaron problemas con el régimen político de ese entonces. Por tal situación, huyendo de la Seguridad Nacional buscó asilo en la República de Trinidad y Tobago donde estudio Inglés, además de continuar sus estudios en contabilidad en la escuela técnica «San Juan Secundary School».
Luego de la caída del gobierno del General Marcos Pérez Jiménez por una sublevación cívico-militar el 23 de enero de 1958, regresó a Venezuela y tiempo más tarde se hizo militante del partido político Movimiento Electoral del Pueblo (MEP) para apoyar la campaña presidencial de 1968 del humanista Luis Beltrán Prieto Figueroa. Luego de esto, milita en el partido de socialdemocracia COPEI (Comité de Organización Política Electoral Independiente) para apoyar en 1978 la candidatura del expresidente Luís Herrera Campíns.
No obstante, abandonó la militancia política luego de algunos incidentes con adversarios políticos. Esto lo llevó a la práctica del liderazgo social y del sindicalismo, circunstancia que le permite fundar el primer Sindicato de los Trabajadores de la Salud del Estado Nueva Esparta. De ese modo, siguió involucrado en la política de manera indirecta; estas uniones le permitieron, en muchos casos, el financiamiento y la divulgación de varios de sus libros. Por este motivo actualmente las regalías de varias de sus publicaciones pertenecen a editoriales públicas.

### Carrera profesional
Recibió sus primeras letras en la escuela Estadal, la escuela Federal y posteriormente se graduó de Contabilidad en la Escuela de Comercio de Porlamar. Además de escritor, otras de sus gestiones más relevantes en su vida fueron las ejercidas como profesor de inglés y contador público en dependencias del Ministerio de Sanidad y Asistencia Social y la Dirección de Administración del Ejecutivo Regional. También fue redactor del periódico Sol de Margarita y directivo de la Asociación de Escritores y Cronistas de Nueva Esparta y posteriormente presidente del Fondo Editorial del Municipio Maneiro, Dr. Efraín Subero. Su reconocimiento público llegó a partir de la publicación de su primer libro, Pupitre, desde entonces se dedicó de manera ininterrumpida por más de tres décadas a investigar y publicar acerca de la historia y la cultura del Estado Nueva Esparta. Sus cargos de mayor importancia fueron como cronista de los Robles desde 1987 hasta 2001 y posteriormente cronista del Estado Nueva Esparta desde el año 2001 hasta 2013.

### Su obra
Su estilo literario está orientado al costumbrismo, al estudio de la historia de la cultura margariteña y lo anecdótico en la vida de los personajes populares de esa región. El éxito de sus libros se debe a lo polémico de los temas allí tratados, en donde se exponen las prácticas sociales y culturales de los pueblos rurales de los siglos pasados en la isla Margarita así como sus códigos de ética y moral.
A lo largo de su vida fue conocido como un escritor controversial y contestatario, reputación que ganó gracias a la narrativa con alto contenido social presente en sus libros y en su columna semanal de opinión llamada “Consordina” que publicó por más de treinta años, donde se abordaban asuntos de historia y política, que en varias ocasiones resultó criticada por la sociedad y por algunos círculos de escritores e historiadores en Venezuela.“Nunca se doblegó Nicanor en sus posiciones contra la iglesia y contra sabios de la narrativa insular que habiendo tenido pasos oscuros por la vida política”. De esas disputas destaca las reflexiones que hace sobre Simón Bolívar en 2003, a quien expone como un militar sanguinario comparándolo con Hitler; en ese artículo se somete a la figura de Bolívar a una profunda reflexión histórica y se concluye que el aporte de este militar a la cultura universal fue mucho menos que la contribución de otros personajes como Francisco de Miranda o Andrés Bello; esto ocasionó disgusto en los principales círculos políticos vinculados a la revolución bolivariana y seguidores del partido del presidente Hugo Chávez. Por tal incidente el partido de gobierno sugirió al gobernador del estado Alexis Navarro y al Alcalde del municipio Arismendi Leopoldo Espinoza pedir la renuncia del cronista. Sin embargo, se cuenta que este, al negarse a renunciar, respondió: “los Cronistas son eternos y ni siquiera una tempestad sería capaz de acabar con ese título”. Luego de negarse a renunciar varios grupos políticos redactaron un documento para pedir su destitución inmediata del cargo como cronista y se organizó un acto público para que el documento fuera firmado y entregado al presidente de la república, pero el decreto no se firmó por este último porque el artículo no contenía en sí mismo alguna crítica directa al partido de gobierno y finalmente fue considerado un tema de poca relevancia política. Otro de sus enfrentamientos mediáticos fue en contra de las instituciones públicas encargadas de la preservación de monumentos históricos en la Isla de Margarita, como el Castillo San Carlos de Borromeo que según él era usado como locación para eventos sociales y venta de alcohol; en cambio, como cronista proponía que “el Castillo de Pampatar se convierta en biblioteca”.

### Aficiones
Entre algunos sus hobbies destacó su afición por el coleccionismo de fotografías antiguas. Parte de esta colección es exhibida actualmente en el en centro municipal “Nicanor Navarro” en el municipio Manuel Plácido Maneiro del estado Nueva Esparta.
Paralelamente al oficio como escritor dedicó también gran parte de su vida al maratón, tanto de manera personal como profesional. Un hecho de importancia en su vida ya que inspirado por su conocimiento en esta disciplina, publicó sus primeras crónicas sobre la historia del martinismo en la Isla de Margarita las cuales compiló en su libro «Trotandito».
Nicanor murió de un infarto el 21 de junio de 2013, durante su entrenamiento de preparación para una maratón.

### Frases Célebres
- “Con una crónica bien hecha y certera, el misil hace diana más rápido en la mente y en el corazón del pueblo”[14]
- “Los Cronistas son eternos y ni siquiera una tempestad sería capaz de acabar con ese título” [9]
- “Nada es tan peligroso para un pueblo como no tener quien le defienda sus valores históricos-culturales” [15]

## Obras

### Libros Publicados
- Pupitre (1984), Impresos Hernández S.R.L.
- Testigo de mi tiempo (1986), Impresos Hernández S.R.L.
- Retahilas (1987), Impresos Hernández S.R.L.
- Antología documental de Los Robles (1993).
- Cronicario del homicidio margariteño (1994), Ediciones 33.
- Las Piedras de Nila (1994), Centro Gráfico Pontevedra.
- Margarita bajo ruedas (1995), Universidad de Los Andes.
- A cien años de cuando mataron a ño Suárez (1995), Gobernación del Estado Nueva Esparta.
- Margarita sobre hielo (1998), Cámara de Comercio Puerto Libre y Producción de Nueva Esparta.
- Trotandito (1999).
- Anecdotario judicial margariteño (2000), Centro Gráfico Pontevedra.
- Rostros y rastros de mi cotarro (2001), Centro Gráfico Pontevedra.
- Turcos en Margarita (2001), Centro Gráfico Pontevedra.[16]
- Perfil humano y social de nuestra margariteñeidad (2005), Editorial de la Universidad del Zulia.
- Nombres y renombres de la Margarita heroica (2007), Gobernación del Estado Nueva Esparta.
- Chispazos del sol (2008), Universidad de Los Andes - Alcaldía del Municipio Manuel Plácido Maneiro.
- Antología documental de Pampatar (2009).
- Rastrojos (2010), Editorial de la Universidad del Zulia.

### Compilaciones
- Caracol de la Isa (2012), Centro Gráfico Pontevedra.

## Reconocimientos Públicos
- Premio Andrés Silva (1984).
- Orden Manuel Plácido Maneiro (1993).
- Orden Francisco Esteban Gómez (1993).
- Cronista del año (1999).
- Centro de Desarrollo Integral “Nicanor Navarro” (Edificio construido en su honor).[17]